# 姆熱河

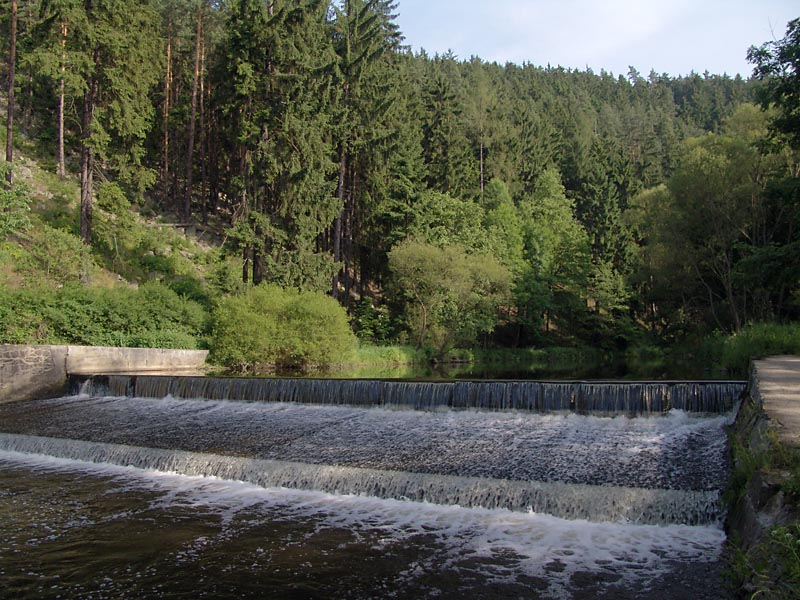
姆熱河

姆熱河（德語：Mies，捷克語：Mže）是中歐的河流，流經德國和捷克，河道全長106.5公里，流域面積1,828.6平方公里，最終在皮爾森與拉德布扎河匯流成為貝龍卡河，該河是獨木舟的熱門地點。

## 外部連結
- Information at the Water Management Institute